# Braniștea, Giurgiu
Braniștea (în trecut Braniștea Beiului) este un sat în comuna Oinacu din județul Giurgiu, Muntenia, România.
Între anii 1417-1829 a făcut parte din Raiaua Giurgiu (Kaza Yergöğü) a Imperiului Otoman. 
 Acest articol despre o localitate din județul Giurgiu este deocamdată un ciot. Puteți ajuta Wikipedia prin completarea lui.